# 鳳螺科
鳳螺科（學名：Babyloniidae）是一種捕食性海螺的科，在生物分类学被歸入腹足纲新腹足目的地位未定群組。

## 語源
鳳螺科的學名源於鳳螺屬；而鳳螺屬的學名又源於[[[巴比倫尼亞]]，因為鳳螺屬物種的螺層呈階梯層，有着如巴比倫時代巴別塔的形態:27。

## 分類
鳳螺科物種舊屬峨螺科，在2005年的《布歇特和洛克羅伊的腹足類分類》被歸入新腹足類支序的骨螺總科。但後來有文獻認為鳳螺科應放在新腹足目之下的地位未定群組。這個建議在2017年末發表的《布歇特等人的腹足類分類》得到確認。
本科包括下列屬和種：
- 鳳螺屬 Babylonia F. Schlüter, 1838
- Zemiropsis（英语：Zemiropsis） Thiele, 1929

異名：
- Dipsaccus H. Adams & A. Adams, 1853: synonym of Eburna（英语：Eburna） Lamarck, 1801
- Galanthis Gistel, 1848: synonym of Babylonia Schlüter, 1838
- Latrunculus Gray, 1847: synonym of Babylonia Schlüter, 1838
- Peridipsaccus Rovereto, 1900: synonym of Babylonia Schlüter, 1838

## 圖庫

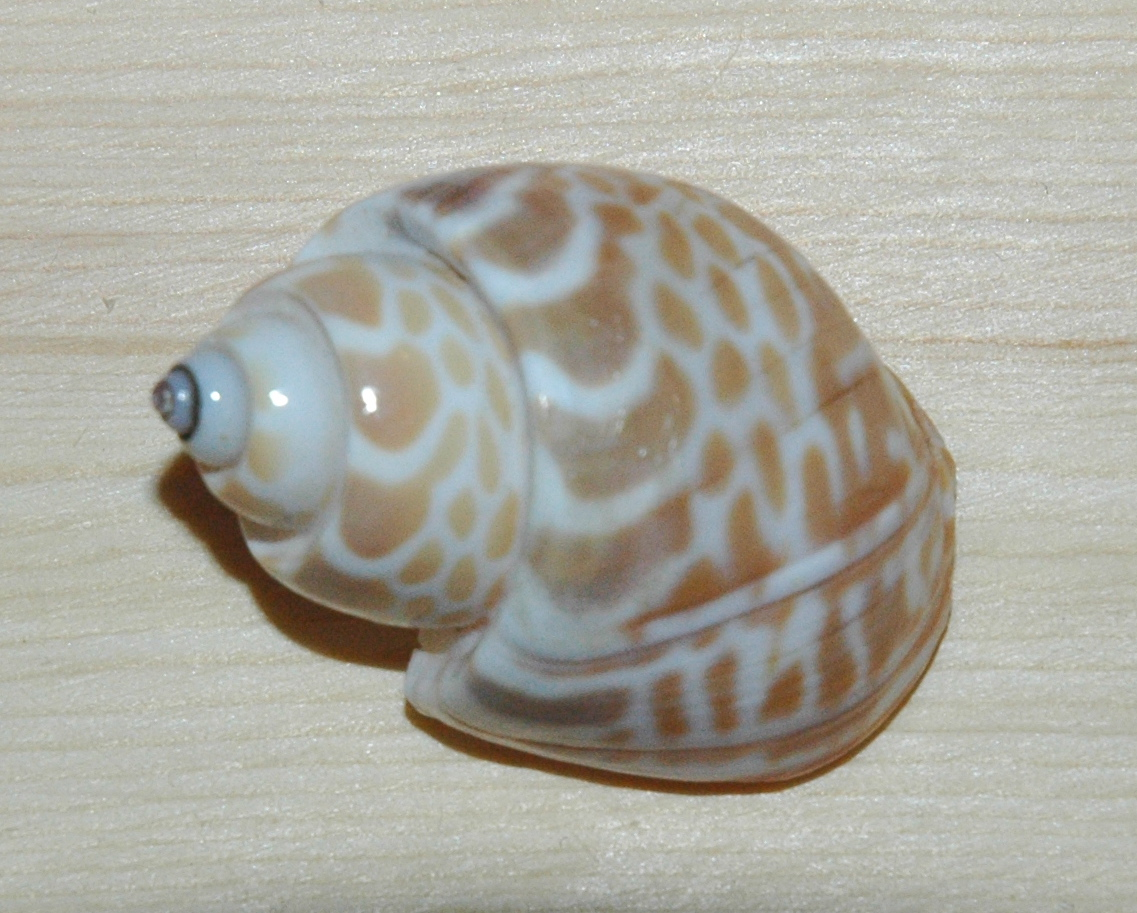
Babylonia canaliculata
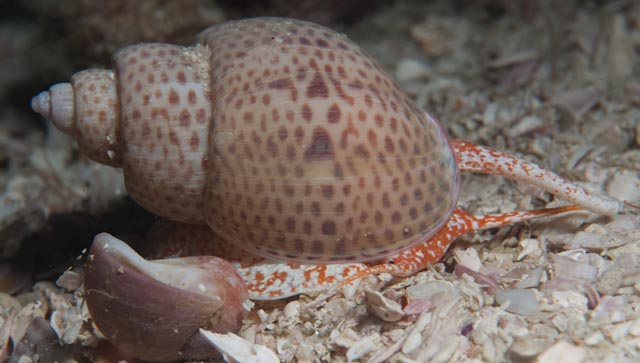
Zemiropsis papillaris（英语：Zemiropsis papillaris）

## 外部連結
- 維基物種上的相關：鳳螺科